# Антонова, Ольга Геннадьевна
Ольга Геннадьевна Антонова (в девичестве — Насонова, род. 16 февраля 1960 года в Иркутской области, СССР) — советская легкоатлетка, выступавшая в беге на спринтерские дистанции, призёр Универсиады, чемпионатов мира и Европы (в помещении), пятикратная чемпионка России.

## Карьера
Выступала за Иркутскую область, РСФСР и СССР. Тренировалась у заслуженного тренера РСФСР Александра Николаевича Гойщика (мужа её сестры олимпийской чемпионки Татьяны Гойщик), заслуженного тренера СССР Виктора Иннокентьевича Седых и Александра Николаевича Мусинцева.
Была бронзовым призёром Универсиады 1981, в том же году стала призёром Кубка мира в эстафете.
В 1983 г. стала двукратной чемпионкой СССР (в рамках Спартакиады народов СССР) в беге на 100 м и эстафете 4×100 м. На чемпионате мира 1983 года остановилась в шаге от участия в финальном забеге на 100 м и бежала заключительный этап в эстафете 4×100 м (6-е место).
В 1984 г. из-за бойкота не смогла принять участие в Олимпийских Играх и побороться за медаль в эстафетном беге. На соревнованиях «Дружба-84» участвовала в финальном забеге на 100 м и стала серебряным призёром в эстафете. После этого смогла вернуться на международный уровень только в 1987 г.
В 1987 г. вновь выиграла титул чемпионки страны в эстафете. Стала бронзовой медалисткой в эстафете 4×100 м на чемпионате мира 1987 года.
В 1988 г. выиграла второй титул чемпионки СССР в помещении, но не смогла отобраться в состав сборной СССР на Олимпиаде-88 и закончила спортивную карьеру.
Также становилась бронзовым призёром чемпионата Европы в помещении в 1984 году на дистанции 200 м. Дважды выигрывала звание чемпионки СССР в помещении на дистанции 60 м (1984, 1988 гг.).

## Личные рекорды
- 100 м — 11,19 (1987)
- 60 м (помещение) — 7,25 (1988)
- 200 м (помещение) — 23,66 (1984)